# 1993년 대한민국
이 문서는 1993년 대한민국에서 일어난 사건을 다룬다.

## 재임자
제6공화국 (문민정부)
- 대통령 : 노태우 (~2월 24일), 김영삼 (2월 25일~)
- 국무총리 : 현승종 (~2월 24일), 황인성 (2월 25일~12월 26일), 이회창 (12월 17일~)